# Станиченська
Стани́ченська (рос. Станиченская) — присілок у складі Сладковського району Тюменської області, Росія.
Населення — 47 осіб (2010, 74 у 2002).
Національний склад станом на 2002 рік:
- росіяни — 87 %